# Lidiya Krylova
Pour les articles homonymes, voir Krylov.
Lidiya Yevgenyevna Krylova (russe : Лидия Евгеньевна Крылова), née le 12 mars 1951 à Moscou (RSFS de Russie), est une ancienne rameuse soviétique d'origine russe. Elle est médaillée de bronze aux Jeux de 1976.

## Carrière
Lidiya Krylova remporte la médaille de bronze en quatre avec barreuse lors des Jeux olympiques d'été de 1976.

## Palmarès

### Jeux olympiques
- Jeux olympiques d'été de 1976 à Montréal ( Canada) :
  -  médaille de bronze en quatre sans barreuse